# Neuf-Marché
 Neuf-Marché  es una población y comuna francesa, en la región de Alta Normandía, departamento de Sena Marítimo, en el distrito de Dieppe y cantón de Gournay-en-Bray.

## Demografía
| 600 | 569 | 536 | 514 | 568 | 635 |
| Para los censos de 1962 a 1999 la población legal corresponde a la población sin duplicidades (Fuente: INSEE [Consultar]) |     |     |     |     |     |